# Paul Henry e Prosper Henry
| 125 Liberatrix  | 11 de setembro de 1872 | Prosper Henry |
| 126 Veleda      | 5 de novembro de 1872  | Paul Henry    |
| 127 Joana       | 5 de novembro de 1872  | Prosper Henry |
| 141 Lumen       | 13 de janeiro de 1875  | Paul Henry    |
| 148 Gallia      | 7 de agosto de 1875    | Prosper Henry |
| 152 Atala       | 2 de novembro de 1875  | Paul Henry    |
| 154 Bertha      | 4 de novembro de 1875  | Prosper Henry |
| 159 Aemilia     | 26 de janeiro de 1876  | Paul Henry    |
| 162 Laurentia   | 21 de abril de 1876    | Prosper Henry |
| 164 Eva         | 12 de julho de 1876    | Paul Henry    |
| 169 Zelia       | 28 de setembro de 1876 | Prosper Henry |
| 177 Irma        | 5 de novembro de 1877  | Paul Henry    |
| 186 Celuta      | 6 de abril de 1878     | Prosper Henry |
| 227 Philosophia | 12 de agosto de 1882   | Paul Henry    |

Paul-Pierre Henry (Paul Henry; 21 de agosto de 1848 – 4 de janeiro de 1905) e seu irmão Prosper-Mathieu Henry (Prosper Henry; 10 de dezembro de 1849 – 25 de julho de 1903) foram oculistas e astrônomos franceses.
Fabricaram telescópios refratores e instrumentos de observatórios, e estiveram envolvidos na origem do projeto Carte du Ciel.
Entre os dois descobriram um total de 14 asteroides. O Minor Planet Center credita suas descobertas em  "P.P. Henry" e "P.M. Henry", respectivamente. A cratera lunar Henry Frères nomeada em homenagem deles, assim também como a cratera Henry em Marte. Ganharam conjuntamente o primeiro Prêmio Valz 1877 por suas cartas celestes destinadas a facilitar a busca por corpos menores.

## Paul Henry
- AN 167 (1905) 223/224
- MNRAS 65 (1905) 349
- Obs 28 (1905) 110
- PASP 17 (1905) 77

## Prosper Henry
- AN 163 (1903) 381/382
- MNRAS 64 (1904) 296
- Obs 26 (1903) 396
- PASP 15 (1903) 230